# Адель-Багру
Адель-Багру (араб. عدل بكرو‎, фр. Adel Bagrou) — город на юго-востоке Мавритании, на территории области Ход-эш-Шарки. Входит в состав департамента Амурдж.

## Географическое положение
Город находится в южной части области, вблизи границы с Мали, на расстоянии приблизительно 1000 километров к востоку-юго-востоку (ESE) от столицы страны Нуакшота. Абсолютная высота — 257 метров над уровнем моря.

## Население
По оценочным данным 2013 года численность населения города составляла 18 351 человека.
Динамика численности населения города по годам:
| 1997  | 1998  | 2013   |
| ----- | ----- | ------ |
| 9 441 | 9 925 | 18 351 |

## Транспорт
Ближайший аэропорт расположен в городе Нара (Мали).